# Reginald Marsh
Reginald Marsh (Londen, 17 september 1926 - Ryde, 9 februari 2001) was een Engels acteur, die vele optredens maakte in vele televisieseries en films. In Nederland is hij vooral bekend als Humphrey, de rijke zwager van George & Mildred.
Voordat hij doorbrak op televisie, was Marsh een theateracteur.
Marsh stierf thuis in Ryde, waar hij sinds eind jaren 80 woonde. Tijdens zijn verblijf in Ryde deed hij veel voor lokale liefdadigheid, met name voor de Haylands Farm. Dit is een project voor kinderen die moeite hebben met leren. Hij werd overleefd door zijn vrouw, actrice Rosemary Murray, zijn tweelingdochters Rebecca en Alison, zijn zoons Adam, Alexander en uit zijn eerste huwelijk door zoon John en dochter Kate.

## Filmografie
- Paul Merton in Galton and Simpson's... televisieserie - Oom George (aflevering Being of Sound Mind, 1997)
- Searching televisieserie - Chancy's vader (1995)
- KYTV televisieserie - Begrafenisondernemer (aflevering Fly on the Walls, 1993)
- Terry and Jilian televisieserie - Mr. Wilson (aflevering Julian's Safe Deposit, 1992)
- Alleyn Mysteries televisieserie - Kolonel Pascoe (aflevering Artists in Crime, 1990)
- Boon televisieserie - George Boxall (aflevering Vallance's Liberty, 1989)
- Bergerac televisieserie - Sir Arnold Trowbridge (aflevering Tangos in the Night, 1989)
- Three Kinds of Heat (1987) - Sir Hugh
- Home to Roost televisieserie - Jim Brown (aflevering Any Questions?, 1986)
- Minder televisieserie - Johnny Winstanley (aflevering Goodbye Sailor, 1984)
- Hammer House of Mystery and Suspense televisieserie - Dr. Melford (aflevering Mark of the Devil, 1984)
- Crossroads televisieserie - Reg Lamont (1982-1984)
- Only When I Laugh televisieserie - Sir Julian Briggs (aflevering The Right Honourable Gentleman, 1981)
- Scarf Jack televisieserie - Sir William Wynne (1981)
- Can We Get on Now, Please? televisieserie - Rol onbekend (aflevering Trial by Television, 1980)
- The Ravelled Thread televisieserie - Higby (1980)
- Terry and June televisieserie - Sir Dennis Hodge (Afl. onbekend, 1979)
- No Longer Alone (1979) - Producer
- George & Mildred televisieserie - Humphrey (1976-1979)
- Strangers televisieserie - Harrison (aflevering Accidental Death, 1978)
- Rumpole of the Bailey televisieserie - Mr. Myers (aflevering Rumpole and the Honourable Member, 1978)
- Midnight Is a Place televisieserie - Silas Hobday (1977-1978)
- The Good Life televisieserie - Sir Andrew (5 afleveringen, 1975-1977)
- Sky Pirates (1977) - Eddie
- Sykes televisieserie - Rival Skipper (aflevering Fishing, 1976)
- The Duchess of Duke Street televisieserie - Mr. Atkinson (aflevering The Bargain, 1976)
- The Ghosts of Motley Hall televisieserie - Mr. Wallis (aflevering Bad Lord William and the British Banana Company, 1976)
- Coronation Street televisieserie - Dave Smith (3 afleveringen, 1970, 1971, 1976)
- The Loner televisieserie - Ted (onbekende afleveringen, 1975)
- The Sweeney televisieserie - Arnold Foss (aflevering Abduction, 1975)
- Bless This House televisieserie - Mr. Parker (aflevering Mr. Chairman..., 1974)
- Crown Court televisieserie - Rol onbekend (aflevering Corruption, 1974)
- Crown Court televisieserie - Rol onbekend (aflevering A Public Mischief, 1973)
- How's Your Father? televisieserie - Mr. Winterbottom (onbekende afleveringen, 1974-1975)
- QB VII (Mini-serie, 1974) - Inspecteur Henderson
- Barlow at Large televisieserie - Sir Arthur Tillyard (aflevering Corruption, 1974)
- Emmerdale Farm televisieserie - Bob Molesworth (onbekende afleveringen, 1973)
- Play for Today televisieserie - Dennis Masters (aflevering Private Practice, 1973)
- Menace televisieserie - Orman (aflevering Valentine, 1973)
- Z Cars televisieserie - Gifford (aflevering Operation Watchdog, 1973)
- The Adventurer televisieserie - Sorenson (aflevering Somebody Doesn't Like Me, 1973)
- Wide World of Mystery televisieserie - Rol onbekend (aflevering Shadow of Fear, 1973)
- The Stone Tape (televisiefilm. 1972) - Crawshaw
- The Incredible Robert Baldrick: Never Come Night (televisiefilm, 1972) - Charles Aldington
- Young Winston (1972) - Prins van Wales
- The Ragman's Daughter (1972) - George
- The Best Pair of Legs in the Business (1972) - Fred
- The Persuaders! televisieserie - Dr. Fowler (aflevering Someone Like Me, 1971)
- The Goodies televisieserie - Sportminister (aflevering Sporting Goodies, 1971)
- Paul Temple televisieserie - Reggie (aflevering Motel, 1971)
- Softly Softly televisieserie - Chief Supt. Leach (aflevering In the Public Gaze, 1971)
- Never Say Die televisieserie - Mr. Hebden (1970)
- Randall and Hopkirk (Deceased) televisieserie - James Laker (aflevering When Did You Start to Stop Seeing Things?, 1969)
- The Champions televisieserie - Conrad Schultz (aflevering The Search, 1969)
- Z Cars televisieserie - Jack Rossall (aflevering Barricade: Part 1 & 2, 1969)
- Headline Hunters (1968) - Bogshot
- Mrs. Thursday televisieserie - Herbert Blakey (2 afleveringen, 1967)
- The Saint televisieserie - Ed Brown (aflevering Legacy for the Saint, 1967)
- Berserk! (1967) - Sgt. Hutchins
- The Big M televisieserie - Seymour Tancred (1967)
- The Old Campaigner televisieserie - LB (onbekende afleveringen, 1967-1968)
- The Baron televisieserie - Chief Insp. Filmer (aflevering You Can't Win Them All, 1967)
- The Baron televisieserie - Captain Brenner (2 afleveringen, 1967)
- The Rat Catchers televisieserie - Arthur Dent (3 afleveringen, 1966-1967)
- It Happened Here (1966) - IA Medical Officer
- Scales of Justice televisieserie - Rol onbekend (aflevering The Material Witness, 1965)
- Z Cars televisieserie - Unsworth (aflevering I Love You Bonzo, 1965)
- The Wednesday Play televisieserie - Arthur (aflevering A Designing Woman, 1965)
- Armchair Theatre televisieserie - Insp. Wadcot (aflevering The Man Who Came to Die, 1965)
- Public Eye televisieserie - Ben Heuston (aflevering Protection Is a Man's Best Friend, 1965)
- Dixon of Dock Green televisieserie - Frank Rogers (aflevering Within the Law, 1965)
- The Plane Makers televisieserie - Arthur Sugden (onbekende afleveringen, 1963-1964)
- Dixon of Dock Green televisieserie - Mr. Bellamy (aflevering Web of Lies, 1964)
- Z Cars televisieserie - Reg Peterson (aflevering Members Only, 1963)
- The Avengers televisieserie - Higby (aflevering School for Traitors, 1963)
- Shadow of Fear (1963) - Oliver
- The Sicilians (1963) - Inspecteur Webb
- Jigsaw (1962) - Hilders (Niet op aftiteling)
- Two and Two Make Six (1962) - Politieagent in burger (Niet op aftiteling)
- The Cheaters televisieserie - Politie-inspecteur (2 afleveringen, 1961, 1962)
- Z Cars televisieserie - Curry (aflevering Contraband, 1962)
- The Day the Earth Caught Fire (1961) - Krantenverkoper (Niet op aftiteling)
- The Younger Generation televisieserie - Father (aflevering The Suburb Cuckoo, 1961)
- A Wedding televisieserie - Verzekeringsman (1961)
- Here's Harry televisieserie - Tommy (Afl. onbekend, 1960)
- The Dark Man (televisiefilm, 1960) - Rol onbekend
- The Voodoo Factor (televisiefilm, 1959) - Inspecteur Willis
- The Ugly Duckling (1959) - Verslaggever
- Doomsday for Dyson (televisiefilm, 1958) - Wetenschapper

- International Standard Name Identifier: 0000 0001 3349 9205
- Library of Congress Control Number: n2012023589
- Virtual International Authority File: 247007529
- WorldCat: E39PBJqw64cKQCmjfRfGQhbGHC